# ボルジェット
ボルジェット（イタリア語: Borgetto; シチリア語: Lu Burgettu）は、イタリア共和国シチリア自治州パレルモ県にある人口約7,400人の基礎自治体（コムーネ）。

## 地理

### 位置・広がり
パレルモ県のコムーネ。県都パレルモから西南西へ21kmの距離にある。

#### 隣接コムーネ
隣接するコムーネは以下の通り。
- ジャルディネッロ
- モンレアーレ
- パルティニーコ